# Управляваща класа
Управляваща класа означава социална класа в дадено общество, която решава и определя социалната политика, това е класа, която е част от висшата класа, притежава материално благосъстояние и има влияние върху другите класи, и може активно на решава да влияе и упражнява власт върху другите класи.
Според социолога Чарлз Райт Милс управляващата класа се различава от властовия елит, който представлява малка група хора, най-често политици, в които е съсредоточена политическата власт.